# Puente de la Tournelle
El puente de la Tournelle (del francés: Pont de la Tournelle) es un puente parisino sobre el río Sena que une los distritos IV y V de la ciudad.
En 1999, quedó incluido dentro de la delimitación del ámbito de Riberas del Sena en París, bien declarado patrimonio de la Humanidad por la Unesco.

## Historia
Son varios los puentes que se construyeron en la actual ubicación del puente de la Tournelle. Ya en la Edad Media existía un puente de madera que fue parcialmente destruido por una riada que se produjo el 21 de enero de 1651. Fue reconstruido en piedra en 1656. Derruido en 1918, fue sustituido por el actual puente en 1928.
Debe su nombre a la presencia cercana de una pequeña torre que forma parte del vallado de Felipe Augusto y que luego sería sustituido por un pequeño castillo.

## Estructura
El puente se compone de un gran arco central y dos arcos laterales mucho más pequeños. Está adornado por un pilar de 15 metros de altura que corona una estatua de Santa Genoveva, patrona de París, realizada por Paul Landowski.